# Hymenophyllum nahuelhuapiense
Hymenophyllum nahuelhuapiense är en hinnbräkenväxtart som beskrevs av Diem och de Licht. Hymenophyllum nahuelhuapiense ingår i släktet Hymenophyllum och familjen Hymenophyllaceae. Inga underarter finns listade.